# Oruro Royal
Oruro Royal ist ein bolivianischer Fußballverein aus Oruro. 

## Geschichte
Der am 26. Mai 1896 gegründete Oruro Foot Ball Club ist der älteste Fußballverein Boliviens. Er entstand innerhalb der bolivianischen Eisenbahngesellschaft The Bolivian Railway Limited, in der zu jener Zeit einige englische Techniker beschäftigt waren, die auch die ersten Trikots besorgten. Zum ersten Vereinspräsident wurde Ricardo Ramos gewählt. 
1907 erwarb Alberto Sarti ein Gelände, auf dem der erste vereinseigene Fußballplatz errichtet wurde. Im selben Jahr wurde der Vereinsname um die Bezeichnung Royal erweitert.
Als die bolivianische Fußballnationalmannschaft an der 1930 in Uruguay erstmals ausgetragenen Fußball-Weltmeisterschaft teilnahm, stellte Oruro Royal mit fünf Spielern im bolivianischen WM-Kader mehr Akteure als jeder andere Verein in Bolivien. Einer von ihnen war der bekannteste Spieler in der Vereinsgeschichte, Jesús Bermúdez, der bei beiden Spielen (jeweils 0:4 gegen Jugoslawien und Brasilien) im Tor der Bolivianer stand. Nach ihm ist auch das Estadio Jesús Bermúdez benannt, in dem der Verein seine Heimspiele austrägt. Die Angaben über sein Fassungsvermögen schwanken von 28.000 über 33.000 und 35.000 bis zu 39.000.